# Alcedo argentata
Alcedo argentata е вид птица от семейство Alcedinidae. Видът е световно застрашен, със статут Уязвим.

## Разпространение
Alcedo argentata е разпространен около реките в джунглата на южните части на Филипините.